# AFC Challenge Cup
L'AFC Challenge Cup è stata una competizione calcistica organizzata dall'Asian Football Confederation (AFC) dal 2006 al 2014 e dedicata alle cosiddette associazioni emergenti.
L'AFC divide le associazioni ad essa affiliate in tre gruppi: le associazioni sviluppate, le 14 associazioni più avanzate del calcio asiatico; le associazioni in via di sviluppo, anch'esse 14; le associazioni emergenti, 17 associazioni a cui è dedicata la competizione in questione per favorire il loro sviluppo.
La prima edizione dell'AFC Challenge Cup ebbe luogo nel 2006 in Bangladesh. Le vincitrici delle edizioni 2008 e 2010 si qualificarono direttamente alla Coppa d'Asia 2011, quelle delle edizioni 2012 e 2014 alla Coppa d'Asia 2015.
La competizione fu cancellata dopo l'edizione del 2014, a causa dell'estensione della Coppa d'Asia da 16 a 24 squadre.

## Edizioni
| 2006 Dettagli | Bangladesh | Tagikistan     | 4 - 0                   | Sri Lanka    | Kirghizistan Nepal | Kirghizistan Nepal      | Kirghizistan Nepal |
| 2008 Dettagli | India      | India          | 4 - 1                   | Tagikistan   | Corea del Nord     | 4 - 0                   | Birmania           |
| 2010 Dettagli | Sri Lanka  | Corea del Nord | 1 - 1 (dts) 5 – 4 (dtr) | Turkmenistan | Tagikistan         | 1 – 0                   | Birmania           |
| 2012 Dettagli | Nepal      | Corea del Nord | 2 - 1                   | Turkmenistan | Filippine          | 4 - 3                   | Palestina          |
| 2014 Dettagli | Maldive    | Palestina      | 1 - 0                   | Filippine    | Maldive            | 1 - 1 (dts) 8 - 7 (dtr) | Afghanistan        |

## Albo d'oro
- 2  Corea del Nord
- 1  India
- 1  Tagikistan
- 1  Palestina

## Premi

### Miglior giocatore
| Anno | Giocatore        |
| ---- | ---------------- |
| 2006 | Ibrahim Rabimov  |
| 2008 | Bhaichung Bhutia |
| 2010 | Ryang Yong-Gi    |
| 2012 | Pak Nam-chol     |
| 2014 | Murad Ismail     |

### Miglior marcatore
| Anno | Giocatore         | Reti |
| ---- | ----------------- | ---- |
| 2006 | Fahed Attal       | 8    |
| 2008 | Pak Song-chol     | 6    |
| 2010 | Ryang Yong-Gi     | 4    |
| 2012 | Phil Younghusband | 6    |
| 2014 | Ashraf Nu'man     | 4    |